# 西庫阿尼區
西庫阿尼區（西班牙語：Distrito de Sicuani），是秘魯的一個區，位於該國南部庫斯科大區的坎奇斯省，始建於1833年10月14日，面積645.88平方公里，海拔高度3,554米，2005年人口57,457，人口密度每平方公里89人。